# Hugo Viana
Pour les articles homonymes, voir Ferreira.
Hugo Miguel Ferreira Gomes Viana couramment appelé Hugo Viana est un footballeur portugais né le 15 janvier 1983 à Barcelos (Portugal).

## Biographie

### En club

#### Sporting Clube de Portugal
Hugo Viana commence sa carrière professionnelle en 2001 au Sporting Portugal, après une excellente saison où le club remporte le doublé coupe-championnat, il devient le joueur de 19 ans le plus cher de l'histoire après son transfert vers Newcastle United.

#### Newcastle United
Il joue deux saisons avec  Newcastle United et participe à la phase de groupe de la Ligue des champions de l'UEFA 2002-2003, ne parvenant toutefois pas à se qualifier pour les huitièmes de finale, laissant la place au FC Barcelone et l'Inter Milan. Ne pouvant s'imposer comme titulaire au poste de milieu de terrain offensif, il est prêté au Sporting Portugal.

#### Retour au Sporting CP
De retour avec son ancien club, Hugo Viana retrouve sa forme et refait une excellente saison avec le Sporting, arrivant en finale de la Coupe UEFA 2004-2005, la seule déception de la saison est de ne pas avoir remporté la finale à domicile au stade Alvalade. Le Sporting jugeant la valeur de son rachat trop élevée ne conserve pas le joueur.

#### Valencia CF
En début de saison 2005-2006, il est prêté au Valencia CF, en mars 2006 le club rachète le joueur même s'il ne parvient pas à s'imposer comme titulaire, l'entraineur Quique Sánchez Flores préférant le duo David Albelda et Rubén Baraja au milieu du terrain. Le club termine à la 3e place de la Liga permettant à Hugo Viana de conserver sa place en équipe nationale.
En juillet 2007, Hugo Viana est prêté au CA Osasuna où en raison d'une blessure en début de saison il ne participe qu'à neuf rencontres tout au long de la saison. Le club parvient d'éviter de justesse la relégation.
De retour à Valence pour la saison 2008-2009, le nouvel entraineur, Unai Emery, ne l'utilise pratiquement pas, jouant seulement quatre matchs dans la saison.

#### SC Braga
En juillet 2009, Hugo Viana appartenant toujours à Valence est prêté au Sporting Braga pour une saison. Visiblement le retour au pays redonne des couleurs au joueur qui joue 28 rencontres, marque 4 buts et permet au club de réaliser sa meilleure saison avec un titre de vice-champion à la fin.
Le joueur devenant une pièce maîtresse du club, rompt son contrat de commun accord avec Valence, permettant de venir gratuitement à Braga.
Lors de la Ligue Europa 2010-2011, Braga parvient en finale, Hugo Viana participe à neuf rencontres comme titulaire dans la campagne européenne.

#### Fin de carrière
A 30 ans, Viana part aux Émirats arabes unis, il s'engage d'abord avec Al-Ahli Dubaï où il joue pendant deux saisons puis une dernière saison avec Al Wasl Dubaï.
En 2013-2014 avec Al-Ahli il remporte le triplé coupe-championnat-coupe de la ligue. Hugo Viana arrête sa carrière à 33 ans. 

### Directeur sportif
Après sa carrière de joueur, Hugo Viana devient directeur sportif au Belenenses en 2017, il quitte ce poste six mois plus tard, et rejoint le club de ses débuts, le Sporting Clube de Portugal, où  il assure la même fonction.

## En équipe nationale
Avec les moins de 21 ans il dispute les championnats d'Europe en 2002 et 2004.
Hugo Viana dispute son premier match avec l'équipe du Portugal, le 14 novembre 2001 contre l'Angola. Lors de la Coupe du monde de football 2002 il fait partie de la sélection mais n'entrera pas en jeu. Pour la Coupe du monde de football 2006 il est appelé à la dernière minute en remplacement de Carlos Martins blessé, il rentrera en jeu par deux fois comme remplaçant.

## Palmarès
- Champion du Portugal en 2002 avec le Sporting Portugal
- Vainqueur de la Coupe du Portugal de football en 2002 avec le Sporting Portugal
- Finaliste de la Ligue Europa en 2011 avec le Sporting Braga
- Vainqueur de la Coupe de la Ligue en 2013 avec le Sporting Braga